# Acanthogilia
Acanthogilia é um género botânico pertencente à família Polemoniaceae.
A autoridade científica do género é A.G. Day & Moran, tenso sido publicada em Proceedings of the California Academy of Sciences, Series 4, 44(7): 111. 1986.

## Espécies
De acordo com a base de dados The Plant List, o género tem 3 espécies aceites das quais 1 é aceite:
- Acanthogilia gloriosa (Bandegee) A.Day & R.C.Moran